# هاچاقایه
هاچاقایه (به لاتین: Haçaqaya) یک منطقه مسکونی در جمهوری آذربایجان است که در شهرستان گوی‌گول واقع شده است. هاچاقایه ۳۶۱ نفر جمعیت دارد.